# Do or Die (Dropkick Murphys)
Do or Die è stato il primo album registrato dalla band di Boston Dropkick Murphys. Uscì nel 1998. Venne anche girato un video per il singolo Barroom Hero.

## Tracce
Tutti i brani sono dei Dropkick Murphys eccetto quelli segnalati.
1. Cadence to Arms (Tradizionale) – 1:49
2. Do or Die – 1:50
3. Get Up – 2:06
4. Never Alone – 2:54
5. Caught in a Jar – 2:19
6. Memories Remain – 2:25
7. Road of the Righteous – 2:56
8. Far Away Coast – 2:41
9. Fightstarter Karaoke – 2:18
10. Barroom Hero – 2:57
11. 3rd Man In – 2:18
12. Tenant Enemy #1 – 2:13
13. Finnegan's Wake (Tradizionale) – 2:19
14. Noble – 2:34
15. Boys on the Docks (Murphys Pub Version) – 2:33
16. Skinhead on the MBTA – 3:49

## Formazione
- Mike McColgan - voce
- Ken Casey - basso e voce
- Rick Barton - chitarra
- Matt Kelly - batteria